# King megye (Texas)
King megye az Amerikai Egyesült Államokban, azon belül Texas államban található. Megyeszékhelye és legnagyobb városa Guthrie. Lakosainak száma 265 fő (2020. április 1.). King megye Cottle, Foard, Knox, Stonewall, Dickens, Motley, Kent és Haskell megyékkel határos.

## Népesség
A megye népességének változása:
| Lakosok száma | 289  | 261  | 278  | 285  | 282  | 294  | 296  | 265  |
|               | 2010 | 2011 | 2012 | 2013 | 2015 | 2016 | 2017 | 2020 |